# 里加的哈努爾
里加的哈努爾（英語：Hanul of Riga，？—約1417年2月25日或1418年12月12日，逝於克拉科夫），又名漢內克（Hennecke）、漢尼克（Hannike）、漢斯（Hans）、漢科（Hanco）、漢努洛（Hanulo），是一位來自里加、居住於維爾紐斯的德裔商人階級公民。他在1382年至1387年間擔任維爾紐斯市長（Namiestnik）。1382年，哈努爾在兩位立陶宛大公雅蓋沃與科斯圖提斯（兩人原為立陶宛的共治君主）間爆發內戰時，率領維爾紐斯市民向雅蓋沃投降，雅蓋沃隨後便加冕為波蘭國王。之後，里加的哈努爾成為雅蓋沃與攝政斯科蓋拉的親信，參與許多外交任務，並在立陶宛與波蘭建立貿易關係時做出貢獻。